# 春日野部屋
春日野部屋，是日本相撲協會屬下的相撲部屋，屬出羽海一門，直到2020年1月名下共有19位力士。
1925年（大正14年）5月場所原出羽海部屋出身的橫綱栃木山守也為繼承養父兼行司木村宗四郎所持有的年寄名跡春日野宣佈引退並獲許可分家成立部屋，培養出橫綱兼養子栃錦清隆。
1959年（昭和34年）10月第8代春日野親方去世後，栃錦曾短暫二枚鑑札襲名春日野継承部屋，直到翌年5月正式引退，培育出橫綱栃乃海晃嘉、大關栃光正之、關脇栃東知賴、栃赤城雅男等關取。
在出任親方30年後，第9代春日野親方於1990年去世，横綱栃乃海晃嘉繼承部屋成為第10代春日野親方，培養出關脇栃乃洋泰一和小結栃乃花仁等關取。
2003年2月第10代春日野親方到了法定退休年歲後，原關脇栃乃和歌清隆繼承部屋成為第11代春日野親方，培養出格魯吉亞人大關栃乃心剛史和關脇栃煌山雄一郎，和前頭栃乃若導大等關取。在2013年同屬出羽海一門的三保關部屋關閉，力士6人與行司共計12人移籍春日野部屋。
部屋後來也分出玉之井部屋、入間川等分支，2018年1月場所栃乃心剛史得到幕内最高優勝，是同部屋先輩栃東以来46年再有優勝力士。

## 四股名
因部屋開祖栃木山守也之故，力士的四股名開首多用“栃”字。